# Distretto di Bang Len
Il distretto di Bang Len (in thailandese: บางเลน) è un distretto (amphoe) della Thailandia situato nella provincia di Nakhon Pathom.